# Семиківська битва
Семиківська битва — бої, що проходили неподалік села Семиківців у ході Першої світової війни, у вересні-жовтні 1915 року між військами Австро-Угорщини (до складу входив легіон УСС), Німеччини та Російської імперії.

## Ситуація на фронті
Австро-угорські та німецькі війська з боями просувалися все далі на схід. Російська армія, чинячи супротив, відступала. Так, 9 серпня була взята Варшава, а на початку вересня був узятий Луцьк. У районі Семиківців російські війська відступили за Стрипу. Проте, як виявилось згодом, саме тут планувався маштабний контрнаступ.

## УСС напередодні битви
Ось що пише Степан Ріпецький про УСС у ті часи: «В тому ж часі в організації УССтрілецтва настала деяка зміна на краще. На основі розпорядку Начальної Команди з дня 9 серпня, злучено обидва дотепер самостійні курені та створено „1-ий полк Українських Січових Стрільців“, одноцілісну бойову одиницю. Комендантом полку було призначено дотеперішнього коменданта 1 куреня отамана Гриця Коссака. Це піднесло також престиж Стрілецтва.» 
А ще, 23 липня легіон відвідав Карл Габсбург, майбутній імператор Австро-Угорщини. Ось що він сказав стрільцям:
|  | Я дуже тішуся, що бачу тут вас. Я чув про ваші геройські вчинки. Чув я теж про вірність українського народу, що так багато вистраждав під ворогом. Ви слава і хвала української нації. |

## Бої

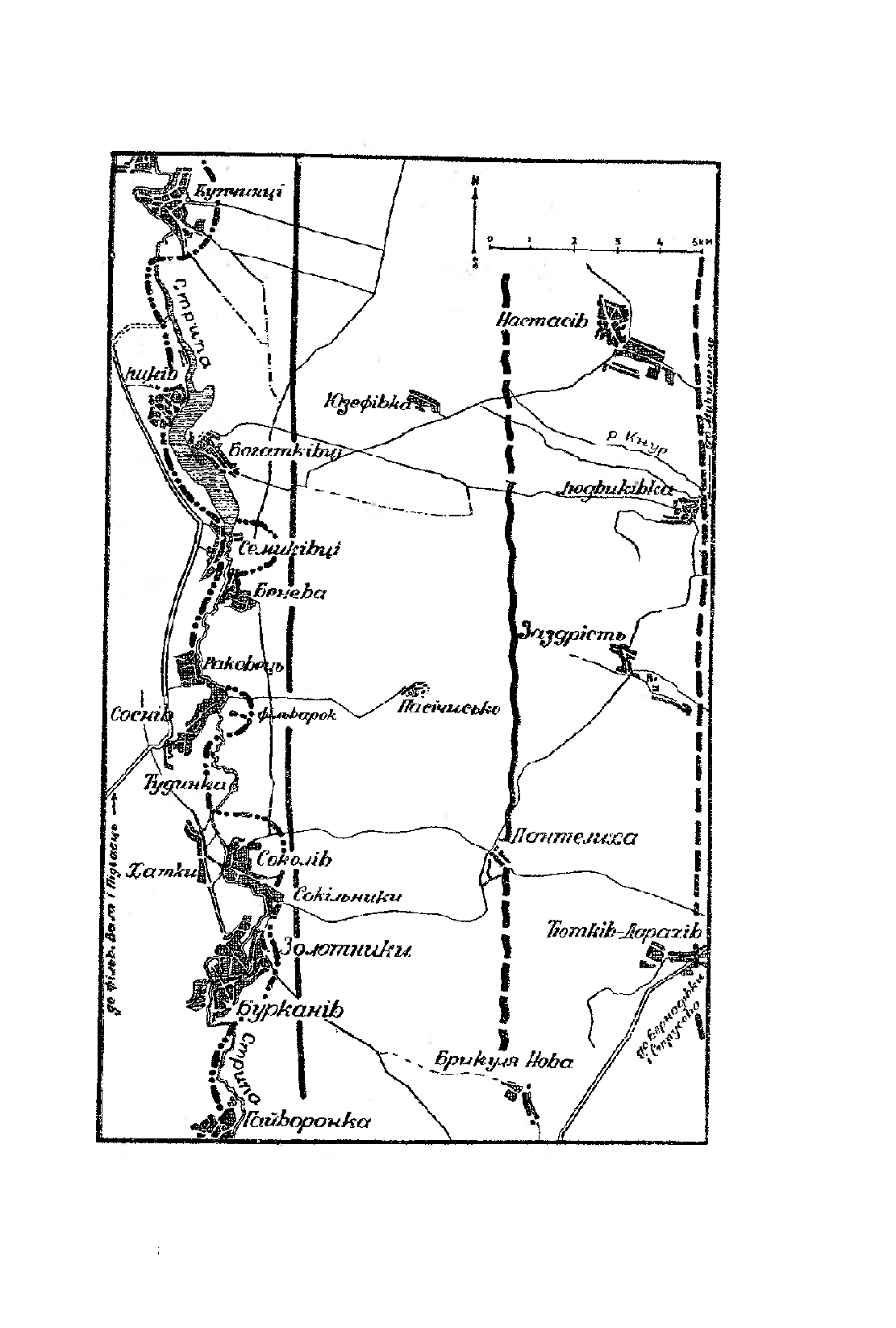

14 вересня російські війська почали масштабний наступ. Це стало початком бою під Семиківцями. Російські війська зайняли Соколів та з трьох сторін оточили перший курінь. Стрільці стояли до кінця. Сотня Чмоли потрапила в полон. Підмога не приходила. Тоді був відданий наказ про прорив. УСС втратило цілу чоту Софії Галечко, що прикривала відступаючих. Того самого дня три сотні другого куреня обороняли міст біля Семиківців. Всі наступи було відбито.
7 жовтня почався новий масованій наступ росіян. Після боїв УСС відійшли на правій берег Стрипи, у село Семиківці. З 8 до 11 жовтня їх обстрілювали російські гармати. 12 жовтня — нова атака, яка нічим не увінчалася.
Але головний бій був ще попереду. Після обстрілів, вночі 31 жовтня, ворог перейшов річку. На допомогу угорським частинам прийшли УСС та золочівський полк. Вранці росіяни знову атакували, йдучи вперед незважаючи на втрати. Фронт був прорваний.
Та УСС стримали росіян, а на другий день сюди прибули німецькі частини, які спільно зі стрільцями вирівняли фронт. В цій битві загинуло 49 стрільців, 168 було поранено, 157 потрапило в полон. В німецькому звіті, до речі, були такі слова:
|  | «З нами йшли у наступ українські добровольці. Це, мабуть, найкращий відділ із усієї австрійської армії». |

Після запеклих боїв під Семиківцями, полк УСС розквартирували в тилу, в селі Соснів.